# Wrijvingsweerstand
De wrijvingsweerstand die een object door wrijving met de ondergrond ondervindt, kan worden weergegeven door een wrijvingscoëfficiënt, gedefinieerd als de relatieve sterkte van de wrijvingskracht ten opzichte van de normaalkracht en de zwaartekracht. Als zodanig is de wrijvingsweerstand een dimensieloze waarde. Om twee voorwerpen langs elkaar heen te doen bewegen moet eerst de wrijvingskracht - die er ook is wanneer beide voorwerpen niet bewegen - overwonnen worden. De statische wrijvingskracht die optreedt wanneer er geen relatieve beweging is, is gelijk aan de externe kracht die een beweging zou kunnen veroorzaken (gelijk in grootte, maar tegengesteld in teken). 
Een klassiek voorbeeld van wrijvingsweerstand in de praktijk is een voorwerp (massa) dat zich op een hellend vlak bevindt. Op dit voorwerp werken drie krachten: enerzijds het naar beneden gerichte gewicht zwaartekracht en de normaalkracht vanaf het oppervlak die samen de voortstuwingskracht als resultante hebben, anderzijds de wrijvingskracht in tegengestelde richting. Pas wanneer de hoek die het hellend vlak waarop het voorwerp zich bevindt met de grond maakt een zekere grenswaarde overschrijdt, wordt de voortstuwingskracht zo sterk dat de tegengesteld gerichte wrijvingskracht wordt overwonnen zodat het voorwerp in beweging komt.
De statische wrijvingsweerstand is dan kleiner of gelijk aan de tangens-waarde van de hoek waarbij het glijden begint.  